# 23 pluviôse
23 nivôse 23 ventôse
Le tridi 23 pluviôse, officiellement dénommé jour du chiendent, est le 143e jour de l'année du calendrier républicain.
C'était généralement le 11e jour du mois de février dans le calendrier grégorien.